# Neofinetia
 Neofinetia es un género  de orquídeas monopodiales y epífitas de la subtribu Sarcanthinae. Comprende 3 especies descritas y aceptadas.

## Taxonomía
El género fue descrito por  Hsen Hsu Hu  y publicado en Rhodora 27: 107. 1925.
Etimología
Neofitenia, (abreviado Neof.: nombre genérico otorgado en honor de Achille Eugène Finet, un botánico francés autor de Contributions a la Flore de L'Asie Orientale.  El prefijo griego neo, = (nuevo) fue añadido para distinguirlo de otro género de plantas que fue nombrado anteriormente en honor de Finet.
JONATHAN ENRIQUE GARCIA CASTILLO

## Especies aceptadas
A continuación se brinda un listado de las especies del género Neofinetia aceptadas hasta marzo de 2013, ordenadas alfabéticamente. Para cada una se indica el nombre binomial seguido del autor, abreviado según las convenciones y usos.
- Neofinetia falcata (Thunb.) Hu
- Neofinetia richardsiana Christenson
- Neofinetia xichangensis Z.J.Liu & S.C.Chen

## Híbridos intergenéricos
- Neofinetia x Aerides = Aeridofinetia
- Neofinetia x Angraecum = Neograecum
- Neofinetia x Ascocentrum = Ascofinetia
- Neofinetia x Ascoglossum = Neoglossum
- Neofinetia x Cleisocentron = Cleisofinetia
- Neofinetia x Doritis = Dorifinetia
- Neofinetia x Luisia = Luinetia
- Neofinetia x Phalaenopsis = Phalanetia
- Neofinetia x Renanthera = Renanetia
- Neofinetia x Rhynchostylis = Neostylis (e.g. 'Lou Sneary')
- Neofinetia x Robiquetia = Robifinetia
- Neofinetia x Vanda = Vandofinetia

- Neofinetia x Aerides x Arachnis = Hanesara
- Neofinetia x Aerides x Ascocentrum = Aerasconetia
- Neofinetia x Aerides x Ascocentrum x Rhynchostylis = Moonara
- Neofinetia x Aerides x Ascocentrum x Vanda = Micholitzara
- Neofinetia x Aerides x Rhynchostylis x Vanda = Sanjumeara
- Neofinetia x Aerides x Vanda = Vandofinides
- Neofinetia x Ascocentrum x Cleisocentron = Ascocleinetia
- Neofinetia x Ascocentrum x Luisia = Luascotia
- Neofinetia x Ascocentrum x Luisia x Rhynchostylis = Dominyara
- Neofinetia x Ascocentrum x Renanthera = Rosakirschara
- Neofinetia x Ascocentrum x Renanthera x Rhynchostylis x Vanda = Knudsonara
- Neofinetia x Ascocentrum x Rhynchostylis = Rumrillara
- Neofinetia x Ascocentrum x Rhynchostylis x Vanda = Darwinara
- Neofinetia x Ascocentrum x Vanda = Nakamotoara
- Neofinetia x Ascocentrum x Vanda = Nakamotoara (e.g. 'Newberry Apricot')
- Neofinetia x Luisia x Vanda = Luivanetia
- Neofinetia x Renanthera x Rhynchostylis = Hueylihara
- Neofinetia x Renanthera x Vanda = Renafinanda
- Neofinetia x Rhynchostylis x Vanda = Yonezawaara (e.g. 'Blue Star')